# Inflatella globosa
Inflatella globosa är en svampdjursart som beskrevs av Burton 1955. Inflatella globosa ingår i släktet Inflatella och familjen Coelosphaeridae. Inga underarter finns listade i Catalogue of Life.